# بیاویستوک ۱۹۹۸۱

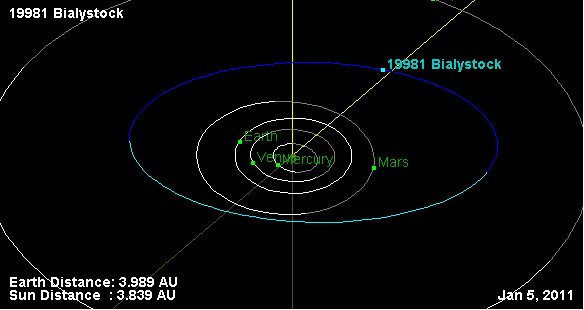
بیاویستوک ۱۹۹۸۱

سیارک ۱۹۹۸۱ (به انگلیسی: 19981 Bialystock، نامگذاری:1989YB6) نوزده هزار و نهصد و هشتاد و یکمین سیارک کشف شده‌است که در ۲۹ دسامبر ۱۹۸۹ کشف شد.
قدر مطلق سیارک برابر ۳۰٫۹ است.